# Claude Rabuel
Claude Rabuel (Ain, 1668 – Lione, 12 aprile 1768) è stato un matematico e gesuita francese. Commentò La geometria di Cartesio.

## Biografia

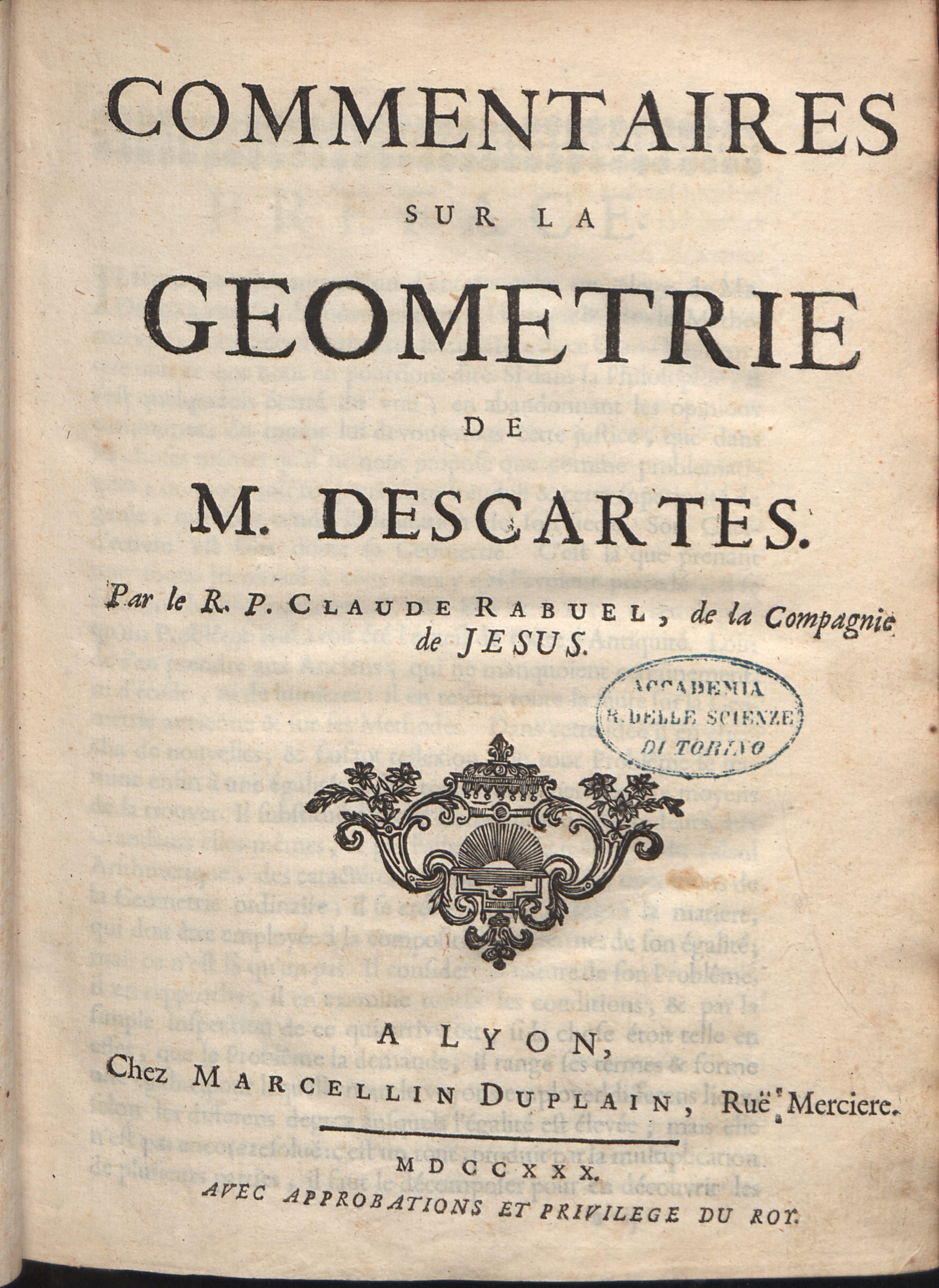
Commentaires sur la Geometrie de M. Descartes, 1730

Insegnò presso il Collegio della Compagnia di Gesù di Lione, dove morì nel 1768.

## Opere
- (FR) Commentaires sur la Geometrie de M. Descartes, Lyon, Marcellin Duplain, 1730.